# 최루백 효자각
최루백 효자각은 대한민국 경기도 화성시 봉담읍 분천리에 있다. 1986년 5월 20일 화성시의 향토문화재 제2호로 지정되었다가, 2019년 10월 23일 향토문화재(유형) 제2호로 변경 재분류되었다.

## 개요
최루백의 효자비는 고려 의종때의 최루백의 효행을 기리기 위하여 건립된 비석이다. 원래의 비각은 봉담면 수기리에 위치해 있었다하며, 현 위치 일대가 최루백의 사패지(賜牌地)였다고 한다.

## 현지 안내문
생몰년 미상. 고려의 문신·효자이며 곤관은 수원으로 최상저의 아들이다. 정언(正言)·좌우사간(左右司諫)·예부낭중(禮部郎中)등 요직을 거쳐 국자제주(國子祭酒)에 오르며, 당대 명문 중의 하나인 파주염씨 집안의 염경애와 혼인하였다.
15세 때 아버지가 사냥하다가 호랑이에게 물려죽자 그 호랑이를 죽이고 뼈와 살을 거두어 안장장한 후, 여막을 짓고 3년동안 시묘(侍墓)하였다.
최루백의 효자비각은 조선 숙종 때 그의 효행을 기리기 위해 건립된 비각이다. 원래의 비각은 봉담면 수기리에 있었으며, 현 위치(화성면 봉담면 분천리)의 일대가 최루백의 사패지(賜牌地)였다고 한다. 현재의 화강암 정려비는 조선 숙종 때 세워진 것이다.
최루백의 효행은 「고려사」열전, 「세종실록」지리지, 「삼강행실도」, 「동국여지승람」, 「오륜행실도」뿐만 아니라 중국의 「해동금석원」에도 실려 있을 정도로 널리 알려져 있다.